# Calonotos aurata
Calonotos aurata är en fjärilsart som beskrevs av Walker 1854. Calonotos aurata ingår i släktet Calonotos och familjen björnspinnare. Inga underarter finns listade i Catalogue of Life.